# 栗背钩嘴鹛
栗背钩嘴鹛（学名：Pomatorhinus montanus），是画眉科钩嘴鹛属的一种，分布于文莱、泰国、印度尼西亚和马来西亚。该物种的保护状况被评为无危。
栗背钩嘴鹛的平均体重约为28.7克。栖息地包括亚热带或热带的湿润低地林和亚热带或热带的湿润山地林。